# Championnat d'Amérique du Nord féminin de volley-ball 2021
Navigation
Édition précédente Édition suivante
Le Championnat d'Amérique du Nord féminin de volley-ball 2021 est la vingt-septième édition du championnat d'Amérique du Nord féminin de volley-ball. Il se déroule du 26 août 2021 au 31 août 2021 à Guadalajara au Mexique. Il a mis aux prises les sept meilleures équipes continentales et sacré la République dominicaine pour la troisième fois, la deuxième consécutive.

## Équipes présentes
Les huit équipes qualifiées sont l'équipe hôte, le Mexique, le tenant du titre, la République dominicaine, et les cinq autres équipes les mieux classées au classement continental NORCECA le 1er janvier 2021. Néanmoins l'équipe cubaine ne participe finalement pas au tournois.
| - Mexique - République dominicaine - États-Unis - Cuba | - Porto Rico - Canada - Costa Rica - Trinité-et-Tobago |

## Compétition
La compétition se joue en deux phases. D'abord un tour préliminaire, du 26 au 28 août où les équipes sont réparties en deux poules de trois et quatre équipes. Chaque équipe rencontre toutes les équipes de sa poule. 
Vient ensuite la phase de classement, qui se déroule en plusieurs étapes. Alors que les deux équipes qui terminent premières de leur poule sont directement qualifiées pour les demi-finales, les deuxièmes et troisièmes s'affrontent lors de matchs « de barrage » dont les vainqueurs se qualifient pour les demi-finales alors que les deux perdants jouent un match de classement pour les cinquième et sixième places. Classiquement les vainqueurs des demi-finales s'affrontent en finale pour le titre pendant que les perdants jouent une petite finale pour la troisième places,.

### Tour préliminaire
Les critères de classement des poules sont d'abord le nombre de victoires, puis en cas d'égalité le nombre de points, puis le ratio points gagnés sur points perdus, puis le ratio sets gagnés sur sets perdus et enfin le résultat lors de la confrontation entre les deux équipes.
Les points sont attribués comme suit :
Pour un score de 3-0, cinq points pour le vainqueur, et aucun pour le perdant; pour un score de 3-1, quatre points pour le vainqueur et un pour le perdant; pour un score de 3-2, trois points pour le vainqueur et deux pour le perdant.
Les trois premiers jours de compétition sont consacrés aux phases de poule, :

#### Composition des poules
| Poule A                      | Poule B                                                     |
| ---------------------------- | ----------------------------------------------------------- |
| États-Unis Porto Rico Canada | République dominicaine Mexique Costa Rica Trinité-et-Tobago |

#### Poule A
| # | Équipe     | Pts | J | G | Gt | Pt | P | Sp | Sc | Ratio | Pp  | Pc  | Ratio |
| 1 | Canada     | 6   | 2 | 0 | 1  | 1  | 0 | 5  | 4  | 1.25  | 189 | 178 | 1.062 |
| 2 | États-Unis | 5   | 2 | 0 | 1  | 1  | 0 | 5  | 5  | 1     | 203 | 200 | 1.015 |
| 3 | Porto Rico | 4   | 2 | 0 | 1  | 0  | 1 | 4  | 5  | 0.8   | 189 | 203 | 0.931 |

#### Poule B
| # | Équipe                 | Pts | J | G | Gt | Pt | P | Sp | Sc | Ratio | Pp  | Pc  | Ratio |
| 1 | République dominicaine | 14  | 3 | 3 | 0  | 0  | 0 | 9  | 1  | 9     | 259 | 172 | 1.506 |
| 2 | Mexique                | 11  | 3 | 2 | 0  | 0  | 1 | 7  | 3  | 2.333 | 241 | 188 | 1.282 |
| 3 | Costa Rica             | 5   | 3 | 1 | 0  | 0  | 2 | 3  | 6  | 0.5   | 169 | 177 | 0.955 |
| 4 | Trinité-et-Tobago      | 0   | 3 | 0 | 0  | 0  | 3 | 0  | 9  | 0     | 93  | 225 | 0.413 |

### Phase de classement

#### Classement 1-4
|  | Quarts de finale                       | Quarts de finale            |                             |                             | Demi-finales                      | Demi-finales                      |  |  | Finale                                  | Finale                                  |
|  | Quarts de finale                       | Quarts de finale            |                             |                             | Demi-finales                      | Demi-finales                      |  |  | Finale                                  | Finale                                  |
|  |                                        |                             |                             |                             |                                   |                                   |  |  |                                         |                                         |
|  | 29.08.21, 25-11 25-17 25-10            | 29.08.21, 25-11 25-17 25-10 |                             |                             | 30.08.21, 18-25 25-19 23-25 20-25 | 30.08.21, 18-25 25-19 23-25 20-25 |  |  | 31.08.21, 22-25 25-15 17-25 25-21 12-15 | 31.08.21, 22-25 25-15 17-25 25-21 12-15 |
|  | 29.08.21, 25-11 25-17 25-10            | 29.08.21, 25-11 25-17 25-10 |                             |                             | 30.08.21, 18-25 25-19 23-25 20-25 | 30.08.21, 18-25 25-19 23-25 20-25 |  |  | 31.08.21, 22-25 25-15 17-25 25-21 12-15 | 31.08.21, 22-25 25-15 17-25 25-21 12-15 |
|  | 29.08.21, 25-11 25-17 25-10            | 29.08.21, 25-11 25-17 25-10 | Canada                      | 1                           |                                   |                                   |  |  | 31.08.21, 22-25 25-15 17-25 25-21 12-15 | 31.08.21, 22-25 25-15 17-25 25-21 12-15 |
|  | États-Unis                             | 3                           | Canada                      | 1                           |                                   |                                   |  |  | 31.08.21, 22-25 25-15 17-25 25-21 12-15 | 31.08.21, 22-25 25-15 17-25 25-21 12-15 |
|  | États-Unis                             | 3                           | Porto Rico                  | 3                           |                                   |                                   |  |  | 31.08.21, 22-25 25-15 17-25 25-21 12-15 | 31.08.21, 22-25 25-15 17-25 25-21 12-15 |
|  | Costa Rica                             | 0                           | Porto Rico                  | 3                           |                                   |                                   |  |  | 31.08.21, 22-25 25-15 17-25 25-21 12-15 | 31.08.21, 22-25 25-15 17-25 25-21 12-15 |
|  | Costa Rica                             | 0                           | 30.08.21, 25-16 25-18 25-20 | 30.08.21, 25-16 25-18 25-20 | Porto Rico                        | 2                                 |  |  |                                         |                                         |
|  | 29.08.21, 22-25 21-25 27-25 23-25      |                             | 30.08.21, 25-16 25-18 25-20 | 30.08.21, 25-16 25-18 25-20 | Porto Rico                        | 2                                 |  |  |                                         |                                         |
|  |                                        | République dominicaine      | 30.08.21, 25-16 25-18 25-20 | 30.08.21, 25-16 25-18 25-20 | 3                                 |                                   |  |  |                                         |                                         |
|  | Mexique                                | République dominicaine      | 30.08.21, 25-16 25-18 25-20 | 30.08.21, 25-16 25-18 25-20 | 3                                 | 1                                 |  |  |                                         |                                         |
|  | Mexique                                | République dominicaine      | 3                           |                             |                                   | 1                                 |  |  |                                         |                                         |
|  | Porto Rico                             | République dominicaine      | 3                           | 3                           |                                   |                                   |  |  |                                         |                                         |
|  | Porto Rico                             | États-Unis                  | 0                           | 3                           |                                   |                                   |  |  |                                         |                                         |
|  |                                        | États-Unis                  | 0                           | Match pour la 3e place      |                                   |                                   |  |  |                                         |                                         |
|  |                                        |                             |                             |                             |                                   |                                   |  |  |                                         |                                         |
|  | 31.08.21, 25-17 17-25 25-22 23-25 15-8 |                             |                             |                             |                                   |                                   |  |  |                                         |                                         |
|  |                                        |                             |                             |                             |                                   |                                   |  |  |                                         |                                         |
|  | Canada                                 | 3                           |                             |                             |                                   |                                   |  |  |                                         |                                         |
|  | Canada                                 | 3                           |                             |                             |                                   |                                   |  |  |                                         |                                         |
|  | États-Unis                             | 2                           |                             |                             |                                   |                                   |  |  |                                         |                                         |
|  | États-Unis                             | 2                           |                             |                             |                                   |                                   |  |  |                                         |                                         |

## Classement final
Tenantes du titre, les dominicaines s'imposent en finale face aux portoricaines qui atteignaient ce stade de la compétition pour la deuxième fois après 2009 (où elles s'étaient déjà inclinées face aux dominicaines),. Le Canada complète le podium en s'imposant devant les États-Unis lors de la petite finale. Les deux finalistes sont qualifiés pour les mondiaux 2022,.
| Place              | Équipe                 |
| ------------------ | ---------------------- |
| Médaille d'or      | République dominicaine |
| Médaille d'argent  | Porto Rico             |
| Médaille de bronze | Canada                 |
| 4                  | États-Unis             |
| 5                  | Mexique                |
| 6                  | Costa Rica             |
| 7                  | Trinité-et-Tobago      |

## Distinctions individuelles
À la fin du tournoi, en plus du classement final, des récompenses individuelles sont attribuées et sacrent notamment l’attaquante dominicaine Gaila González (en) comme meilleure joueuse du tournoi,, :
- MVP : Gaila González (en)
- Meilleure marqueuse : Gaila González
- Meilleures attaquantes : Prisilla Rivera  et Gaila González
- Meilleure contreuse : Rachael Kramer (en)
- Meilleure serveuse : Jocelyn Urías (en)
- Meilleure passeuse : Natalia Valentín (en)
- Meilleure défenseuse : María José Castro
- Meilleure réceptionneuse : Shara Venegas (en)
- Meilleure libero : Shara Venegas